# Georg Reichel (Gewerkschafter)
Georg Reichel (* 3. April 1870 in Niederlamitz, Oberfranken; † 9. Februar 1947 in Berlin-Frohnau) war ein deutscher Gewerkschafter. Er wirkte von 1903 bis 1933 im Vorstand der Gewerkschaft Deutscher Metallarbeiter-Verband, Vorgängerin der IG Metall.
Reichel trat nach Flaschnerlehre und Gesellenwanderung 1888 einem Metallarbeiter-Fachverein bei. Er arbeitete bis 1895 als Klempnergehilfe. 1891–1895 wirkte er als ehrenamtlicher Vertrauensmann der sächsischen Metallarbeiter in Leipzig und 1895–1903 als festangestellter, also hauptamtlicher Sekretär im Vorstand der 1891 gegründeten Industriegewerkschaft Deutscher Metallarbeiter-Verband (DMV). Der DMV trat mit dem Anspruch an, alle Metallberufe zu vereinigen, während Gewerkschaften vorher weitgehend nach dem Berufsprinzip organisiert waren.
Zwischen 1903 und 1919 war Reichel zweiter Vorsitzender im Hauptvorstand des DMV, von 1919 bis 1933 erster von drei gleichberechtigten Vorsitzenden. Er war Vorstandsmitglied des ADGB-Bundesvorstandes und des Internationalen Metallgewerkschaftsbundes.
Georg Reichel war Mitglied der SPD und gehörte während des Ersten Weltkriegs der Mehrheits-Sozialdemokratie an, die den Ersten Weltkrieg befürwortete. Reichel pries im November 1914 in der Metallarbeiter-Zeitung, dem Organ des DMV, den Krieg als eine Versöhnung der sonst feindselig gegenüberstehenden Volksschichten.
Von 1908 bis 1920 war Reichel Mitglied des Landtages des Landes Württemberg. 1932/1933 gehörte er kurzzeitig dem Vorläufigen Reichswirtschaftsrat an. Eine Kandidatur im Reichstagswahlkreis Königreich Württemberg 8 bei der Reichstagswahl 1898 blieb erfolglos.